# North to Alaska
North to Alaska (bra: Fúria no Alasca; prt: A Terra das Mil Aventuras) é um filme estadunidense de 1960, dos gêneros comédia e faroeste, dirigido por Henry Hathaway, com roteiro de John Lee Mahin, Martin Rackin e Claude Binyon baseado na peça Birthday Gift de Laszlo Fodor.

## Sinopse
Em 1900, na região de Nome, no Alasca, onde ocorria uma corrida do ouro, os sócios Sam McCord  e os irmãos George e Billy Pratt encontram uma fortuna em pepitas. George resolve então se casar e envia à Seattle Sam para buscar sua noiva francesa, que não via há três anos, enquanto ele e o irmão ficam para tomarem conta da mina. Ao chegar aquela cidade, Sam descobre que a mulher se casara. Vai a um prostíbulo de luxo e encontra outra francesa, Michelle "Angel" Bonnet. Sam propõe a Michelle levá-la para o Alasca a fim de "consolar" o amigo. A mulher aceita mas Sam não esperava que ele próprio se apaixonasse por Michelle e tivesse que disputá-la com os sócios. Outro problema são as trapaças de Frankie Canon, que arma um plano para lhes tomar a mina.

## Elenco
- John Wayne ....... Sam McCord
- Stewart Granger ....... George Pratt
- Ernie Kovacs .......  Frankie Canon
- Fabian ....... Billy Pratt
- Capucine .......  Michelle Bonnet 'Angel'
- Mickey Shaughnessy ....... Peter Boggs 'Boggsy'
- Karl Swenson .......  Lars Nordquist
- Joe Sawyer .......  Comissário de terra
- Kathleen Freeman ....... Lena Nordquist
- John Qualen .......  juiz
- Stanley Adams ....... Breezy

## Produção

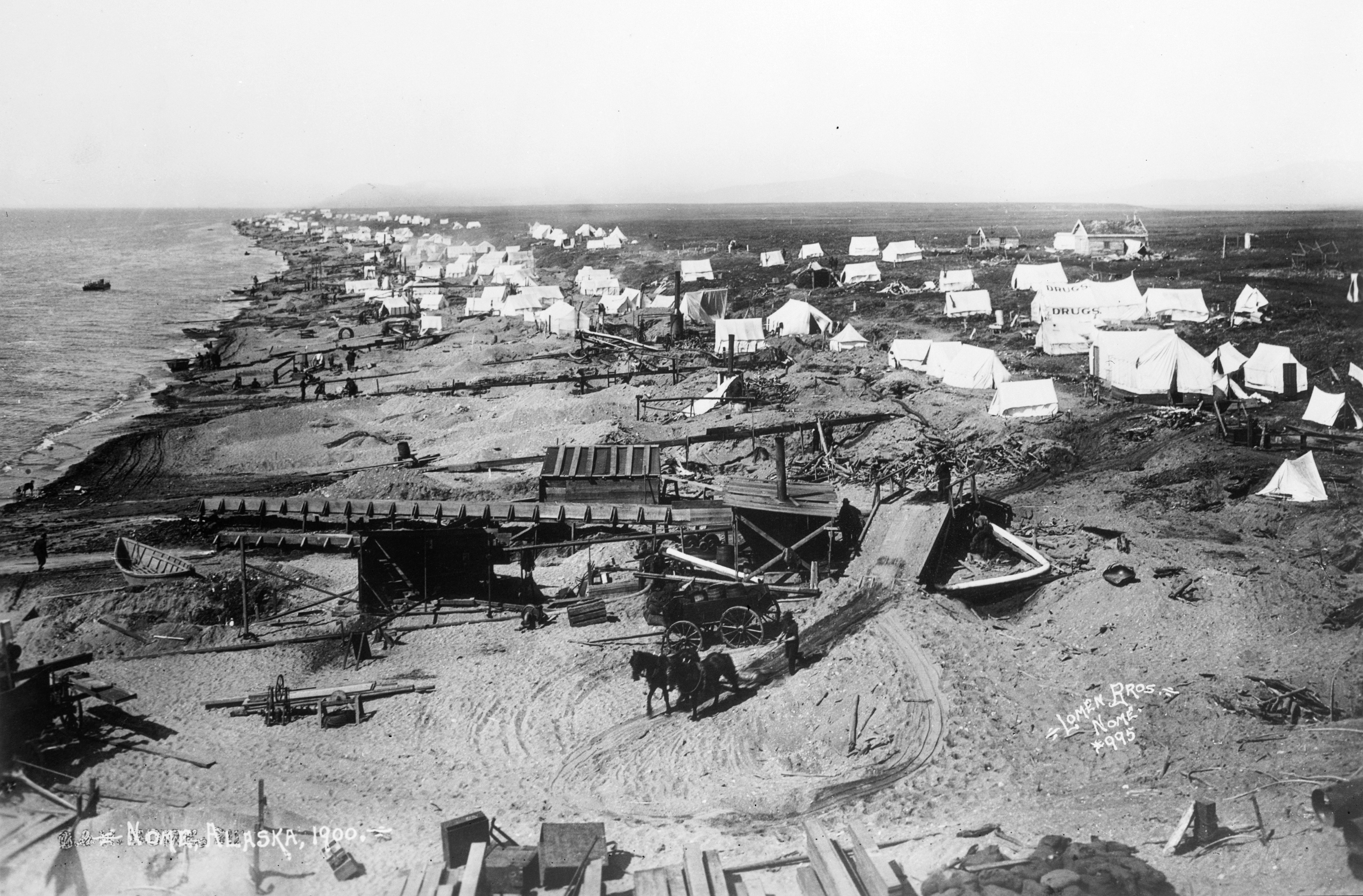
Nome em 1900

Esse foi o primeiro dos três filmes previstos do contrato de John Wayne com a 20th Century Fox. O Alasca havia se tornado um estado americano em 1959 e havia interesse do público pela região na época. O primeiro título escolhido para o filme era Trail of the Yukon, e o diretor seria Richard Fleischer. Mas Fleischer não gostou do roteiro e temia que o filme fracassasse nas bilheterias. Sob pretexto de não querer no elenco a francesa Capucine, que ele sabia ser amante do agente e produtor Charles K. Feldman, acabou por ser substituído. Spyros Skouras cortou o orçamento e Hathaway teve que diminuir as cenas em locação.
A maior parte das filmagens foi em Point Mugu (Califórnia e não no Alasca, portanto).